# Norbert Janzon
Norbert Janzon (ur. 21 grudnia 1950 w Berlinie) – niemiecki piłkarz grający na pozycji napastnika, trener.

## Kariera piłkarska
Norbert Janzon karierę piłkarską rozpoczął w 1960 roku juniorach Herthy Berlin, z którą w 1969 roku podpisał profesjonalny kontrakt, jednak debiut zaliczył dopiero 30 września 1970 roku w rewanżowym meczu 1/32 finału Pucharu Miast Targowych z duńskim Boldklubben 1901.
Następnie w latach 1971–1974 reprezentował barwy klubu Regionalligi południowo-zachodniej – Wormatii Worms, w której rozegrał 82 mecze ligowe, w których zdobył 48 goli, a w latach 1974–1976 był zawodnikiem klubu Bundesligi – Kickers Offenbach, w barwach którego zadebiutował w Bundeslidze 24 sierpnia 1974 roku, kiedy to jego klub sensacyjnie wygrał na Waldstadion we Frankfurcie z naszpikowanym gwiazdami Bayernem Moanchium (w tym 6 mistrzów świata 1974) aż 6:0, w którym Janzon zaliczył dwie asysty, natomiast pierwszego gola w tych rozgrywkach zdobył 11 września 1974 roku w przegranym 4:1 meczu wyjazdowym z Herthą Berlin, w którym Janzon w 73. minucie pokonał bramkarza Starej Damy – Thomasa Zandera, zdobywając gola na 2:1.
W sezonie 1976/1977 reprezentował barwy SC Karlsruher, w którym rozegrał 34 mecze, w których zdobył 16 goli, w tym trzykrotnie po dwa gole w meczach wyjazdowych: 18 września 1976 roku z Rot-Weiss Essen (2:3), 29 stycznia 1977 roku z Borussią Dortmund (2:7) oraz 19 marca 1977 roku z Eintrachtem Brunszwik (3:3).
W latach 1977–1981 był zawodnikiem Bayernu Monachium, z którym osiągnął największe sukcesy w karierze: dwukrotne mistrzostwo Niemiec (1980, 1981). Po sezonie 1980/1981 przeniósł się do Schalke Gelsenkirchen, który wówczas spadł do 2. Fußball-Bundesligi, w którym w sezonie 1981/1982 z 13 golami był najlepszym strzelcem Królewsko-Niebieskich oraz znacząco przyczynił się do powrotu do Bundesligi, w której 30 kwietnia 1983 roku rozegrał swój ostatni mecz, w przegranym 3:1 meczu wyjazdowym z Bayerem Leverkusen, w którym w 81. minucie został zastąpiony przez İlyasa Tüfekçiego. Po sezonie 1982/1983 odszedł z klubu.
Następnie został zawodnikiem grającego w Bayernlidze TSV Ampfing, w którym w 1985 roku zakończył piłkarską karierę. Łącznie w Bundeslidze rozegrał 200 meczów, w których zdobył 59 gole, w 2. Bundeslidze rozegrał 37 meczów, w których zdobył 13 goli, natomiast w Regionallidze rozegrał 82 mecze ligowe, w których zdobył 48 goli.

## Kariera reprezentacyjna
Norbert Janzon 25 kwietnia 1975 roku w Offenbach rozegrał jedyny mecz w reprezentacji RFN B, która wygrała 6:0 w meczu towarzyskim z pierwszą reprezentacją Finlandii, a Janzon został zastąpiony przez Ronalda Worma.

## Kariera trenerska
Norbert Janzon po zakończeniu kariery piłkarskiej rozpoczął karierę trenerską. W okresie od maja do czerwca 1989 roku był trenerem klubu Bayernligi – TSV Ampfing. Następnie trenował: FC Deisenhofen (1990–1993), amatorską drużynę SpVgg Unterhaching (1993–1994) oraz TSV 1860 Ebersberg (1995–1998). W latach 1999–2012 kierował Szkołą Sportową w Oberhaching, która jest jednostką DFB.

## Statystyki

### Reprezentacyjne
| Reprezentacja | Rok     | Mecze | Gole |
| ------------- | ------- | ----- | ---- |
| RFN B         | 1975    | 1     | 0    |
| Łącznie       | Łącznie | 1     | 0    |

| Mecze w reprezentacji | Mecze w reprezentacji | Mecze w reprezentacji | Mecze w reprezentacji | Mecze w reprezentacji | Mecze w reprezentacji | Mecze w reprezentacji |
| Lp.                   | Data                  | Miasto                | Przeciwnik            | Wynik                 | Rozgrywki             |                       |
| --------------------- | --------------------- | --------------------- | --------------------- | --------------------- | --------------------- | --------------------- |
| 1.                    | 25.04.1975            | Offenbach             | Finlandia             | 6:0                   | Towarzyski            |                       |

## Sukcesy

### Zawodnicze
Bayern Monachium
- Mistrzostwo Niemiec: 1980, 1981

Schalke Gelsenkirchen
- Awans do Bundesligi: 1982